# باشگاه فوتبال هاکا
باشگاه فوتبال هاکا (انگلیسی: FC Haka) یک باشگاه فوتبال در شهر والکیاکوسکی، فنلاند است.
این باشگاه که در سال ۱۹۳۴ تأسیس شده سابقه ۹ قهرمانی در لیگ برتر فوتبال فنلاند را در کارنامه دارد.